# Amore 14 (film)
Amore 14 è un film del 2009 diretto da Federico Moccia, adattamento cinematografico dell'omonimo romanzo dello stesso regista.

## Trama
Carolina Bolla, detta Caro, ha quattordici anni ed è entrata nell'adolescenza. In questo periodo conosce molti ragazzi, ma quello più significativo per lei è Massimiliano, detto "Massi", conosciuto in un negozio di dischi; infatti se ne innamora subito e non si dimenticherà mai di lui per il resto della storia.
Dopo averlo conosciuto, però, le viene rubato il cellulare, nel quale c'è il numero di telefono del ragazzo. Dopo averlo cercato senza successo per molti mesi, si rassegna, ma alla fine lei e Massi riescono a ritrovarsi a una festa dove lui, per farsi riconoscere, fa mettere al DJ la canzone Shine On di James Blunt, grazie alla quale si erano conosciuti; si frequentano per un po' di tempo e alla fine insieme decidono che è arrivato il momento per la prima volta.
Il giorno fatidico lei prende dei cornetti e dei fiori, e in anticipo si presenta a casa di lui; dal portone però vede uscire Massi e la sua migliore amica Alice, detta Alis, che si baciano. Delusa dall'amicizia e dall'amore, prende a vagare per la città, dove si imbatte nel fratello Giovanni, detto "Rusty James (abbreviato: "R.J.") alla guida di una nuova auto; lui la vede piangere, ma capisce che è meglio non fare domande: la carica in macchina e la porta in giro per Roma.

## Colonna sonora
La colonna sonora è stata composta da Fabrizio Bondi; il CD è uscito nel dicembre 2009 e comprende le seguenti canzoni:
1. Mi basterebbe un bacio (Ilaria d'Amore)
2. Runaway (Ladytron)
3. Everyday (Lara Martelli)
4. Ricordati di noi (Valerio Scanu)
5. Lost (Ilaria d'Amore)
6. What else is there (Röyksopp)
7. Everybody love (Gambafreaks Feat. Nicole)
8. Enjoy the Silence (Depeche Mode)
9. Amore 14 (Strumentale)
10. Una luna solo per noi (Susanna Stivali)
11. Piccola londra (Strumentale)
12. Lift Me Up (Kris Reen Vs Majuri)
13. Rusty James (Strumentale)
14. Tema d'amore di Carolina (Strumentale)
15. I was a ye ye girl (Doing Time)
16. Easy family (Strumentale)
17. Dolce Carolina (Strumentale)
18. Commedia al telefono (Strumentale)
19. Soccer (Strumentale)
20. Marinelly comedy (Strumentale)
21. Mi basterebbe un bacio (Strumentale)
22. Il mio amore unico (Dolcenera)

Altre canzoni presenti nel film:
1. Senza nuvole (Alessandra Amoroso)[1]
2. D.A.N.C.E. (Justice)
3. Shine On (James Blunt)
4. Learning to Fall (Midnight Youth)
5. I Wanna Be (The Burst Collective)

## Riprese e distribuzione
Le riprese sono iniziate nel mese di giugno e terminate il 13 agosto 2009 e il film è stato distribuito il 30 ottobre 2009.

## Incassi
Il film in Italia ha incassato 3.173.000 euro.

## Curiosità
In una scena si vede una parte del film Scusa ma ti voglio sposare, sempre di Federico Moccia, uscito nel 2010. Fra le comparse vi è il portiere Wladimiro Falcone.